# Крайморско какиле
Крайморското какиле (Cakile maritima) е растение от семейство Кръстоцветни.
Вирее най-вече на плажове. Видът е широко разпространен в Европа, Северна Африка и Западна Азия, но е пренесен и в Северна Америка и Австралия. В България се среща по Черноморието.

## Описание
Крайморското какиле е едногодишно растение, достигащо височина 15 – 45 cm. Цветовете са розови или светлопурпурни, понякога почти бели. Растението е типичен сукулент. Кореновата система не достига голяма дълбочина, но се разпростира на голяма площ.
Съцветията са разположени по върховете на стеблото и разклоненията му. Цветовете са многобройни, а синьо-зелените им чашелистчета са дълги 3 – 5 mm. Венчелистчетата са дълги 4 – 10 mm, два пъти по-дълги от чашелистчетата, виолетови, розови или бели. Шушулките са дълги 10 – 25 mm. Плодовете на крайморското какиле са устойчиви на морската вода и се разпространяват чрез нея. Цъфти през май-август.
Маслото от семената на растението има високо съдържание на ерукова киселина.